# Џон Мајасич
Џон Едвард Мајасич (енгл. John Edward Mayasich; Евелет, 22. мај 1933) некадашњи је амерички хокејаш на леду хрватског порекла који је током каријере играо на позицији центраног нападача. Његова играчка каријера трајала је од 1951. до 1971. године. Године 1976. постао је члан Америчке куће славних хокеја на леду.
Као члан сениорске репрезентације Сједињених Држава у два наврата је учествовао на Олимпијским играма. На Зимским олимпијским играма 1956. у италијанској Кортини д'Ампецо освојио је сребрну, а четири године касније на ЗОИ 1960. у Скво Валију и златну олимпијску медаљу.